# غوردون برادلي
غوردون برادلي (بالإنجليزية: Gordon Bradley)‏ (20 مايو 1925 في المملكة المتحدة - 1 يناير 2006) هو لاعب كرة قدم بريطاني (وحمل سابقاً جنسية المملكة المتحدة لبريطانيا العظمى وأيرلندا) في مركز حراسة المرمى. لعب مع سكونثورب يونايتد وليستر سيتي ونوتس كاونتي ونادي كامبريدج ستي.